# Jesse More Greenman
Jesse More Greenman ( 27 de diciembre de 1867 -20 de enero de 1951) fue un pteridólogo y botánico estadounidense.
Su B.Sc. lo hizo en la Universidad de Pensilvania, dilpomándose en 1893. En 1894 pasa a la Universidad de Harvard estudiando y trabajando en el Herbario Gray, hasta 1899 cuando obtiene su M.Sc..Y su doctorado en la Universidad de Berlín, en 1901.
Se especializó en flora tropical, con énfasis en la de México. Y fue Curador del Jardín Botánico de Misuri de 1919 hasta su retiro en 1943; que tenía 600.000 especímenes, logrando llevarlo a 1.500.000.

## Algunas publicaciones
- 1938. Studies of South American Senecios. 28 pp.

- 1929. A New Variety of Senecio aureus L. 2 pp.

- 1929. New Agaves from Southwestern United States. Con Eva M. Fling Roush. Edición reimpresa

- 1918. A New Selaginella from Mexico

- 1917. Two exotic Compositae in North America. 4 pp.

- 1916. A New Senecio from Jamaica. 2 pp.

- 1915. The Yareta Or Vegetable Sheep of Peru

- 1914. Descriptions of North American Senecioneae. Edición reimpresa. 28 pp.

- 1912. I. New species of Cuban Senecioneae. II. Diagnoses of new species and notes on other spermatophytes, chiefly from Mexico and Central America. Fieldiana. Botany series v. 2, N.º 8 Art. en zip

- 1911. Some Canadian Senecios. 5 pp.

- 1908. The Generic Name Goldmania

- 1908. Notes on the Genus Senecio. 69 pp.

- 1907. New Or Noteworthy Spermatophytes From Mexico, Central America, And The West Indies. Kessinger Publishing, LLC, ISBN 0-548-89531-7. Reimpresa por Nabu Press, 2012. 52 pp. ISBN 1275026125

- 1906. Studies in the Genus Citharexylum. 190 pp. Field Columbian Museum Publication 117, Bot.series, Vol. 2 N.º 4. reimpreso por Kessinger Publ. 2010. ISBN 1165874865

- 1906. Two New Species from Northwestern America

- 1905. A New Krynitzkia

- 1905. Descriptions of Spermatophytes from the Southwestern United States, Mexico, and Central America. Contributions from the Gray Herbarium of Harvard Univ 31. Editor Acad. 36 pp.

- 1904. Notes on Southwestern and Mexican Plants

- 1904. Diagnoses and Synonymy of Mexican and Central American Spermatophytes. Proc. of the Am. Academy of Arts and Sci. 40. Editor Acad. 25 pp.

- 1903. New and otherwise noteworthy Angiosperms from Mexico and Central America. Contrib. from the Gray Herbarium, Harvard Univ. 25. Editor Gray Herb. of Harvard Univ. 120 pp.

- 1901. The Genus Senecio in New England. 5 pp.

- 1900. New Species and Varieties of Mexican Plants. 315 pp.

- 1899. Northwestern Plants, Chiefly from Oregon

- La abreviatura «Greenm.» se emplea para indicar a Jesse More Greenman como autoridad en la descripción y clasificación científica de los vegetales.[3]

Realizó prodigiosas producciones taxonómicas con 2.772 registros IPNI de sus identificaciones y nombramientos de nuevas spp., publicándolas habitualmente en : Trans. Acad. Sci. St. Louis; Amer. J. Sci.; Proc. Amer. Acad. Arts; Publ. Field Columbian Mus., Bot. Ser.; Bull. New York Bot. Gard.; Contr. U.S. Natl. Herb.; Ann. Missouri Bot. Gard.; Erythea; Bot. Gaz.; Zoe.

## Honores
En su memoria se dedica la "Medalla Greenman" que otorga el "Missouri Botanical Garden Herbarium"